# John Botvid
John Botvid (12 de septiembre de 1889 – 20 de febrero de 1964) fue un actor, humorista y autor de revistas de nacionalidad sueca.

## Biografía
Su nombre completo era John Botvid Börjesson, y nació en Gotemburgo, Suecia. Inició su fama en los años 1910 actuando en su ciudad natal en el género de la revista para Axel Engdahl. Escribió su primera revista, Tröttkörda Johansson, en 1912. Llegó en 1916 al Lorensbergsteatern, donde ocasionalmente hizo pequeños papeles. 
A principios de los años 1920, escribió revistas en Gotemburgo, colaborando en ocasiones con Karl Gerhard en el Teatro Folkan y en el Nya teatern. Posteriormente trabajó en Estocolmo, como escritor y como actor, con el Folkets hus-teatern, el Casino y el Södran. 
A lo largo de su carrera, Botvid trabajó en más de 60 revistas y más de 100 producciones cinematográficas. A finales de los años 1930 e inicios de los 1940 actuó en varias comedias del género sueco pilsnerfilm. Su debut en el cine tuvo lugar en 1917 con Förstadsprästen.  
John Botvid escribió en 1953 una autobiografía titulada Beatas pojke. Falleció en 1964 en Estocolmo, y fue enterrado en el Cementerio Norra begravningsplatsen de esa ciudad. Había estado casado con Gunborg Maria Johnson (1891–1979) , fruto de cuya relación nacieron Rolf (actor y guionista) en 1915 y Gerd en 1918. La pareja se divorció el 3 de mayo de 1956. Botvid se casó de nuevo en 1957, siendo su esposa Gunvor Maria "May" Botvid (1914–1978), permaneciendo ambos unidos hasta la muerte de él.

## Filmografía (selección)

### Actor
- 1917 : Revelj
- 1917 : Löjtnant Galenpanna
- 1917 : Förstadsprästen
- 1918 : Nattliga toner
- 1925 : Karl XII del II
- 1934 : Hon eller ingen
- 1936 : Kvartetten som sprängdes
- 1936 : Familjens hemlighet
- 1937 : Skicka hem nr. 7
- 1937 : Häxnatten
- 1937 : Pensionat Paradiset
- 1938 : Goda vänner och trogna grannar
- 1939 : Landstormens lilla Lotta
- 1939 : Filmen om Emelie Högqvist
- 1940 : Åh, en så'n advokat
- 1940 : Vi Masthuggspojkar
- 1940 : Swing it, magistern!
- 1940 : ... som en tjuv om natten
- 1940 : Med dej i mina armar
- 1940 : Lillebror och jag
- 1940 : Juninatten
- 1940 : Kyss henne!
- 1940 : Karl för sin hatt
- 1940 : Hjältar i gult och blått
- 1940 : Hans Nåds testamente
- 1940 : Gentleman att hyra
- 1941 : Tåget går klockan 9
- 1941 : Söderpojkar
- 1941 : Spökreportern
- 1941 : Magistrarna på sommarlov
- 1941 : Ung dam med tur
- 1941 : Den ljusnande framtid
- 1941 : Fröken Vildkatt
- 1941 : Landstormens lilla argbigga
- 1941 : Fransson den förskräcklige
- 1942 : Olycksfågeln nr 13
- 1942 : Vårat gäng
- 1942 : Vi hemslavinnor
- 1942 : Tre glada tokar
- 1942 : Tre skojiga skojare
- 1942 : Rospiggar
- 1942 : I gult och blått
- 1943 : I mörkaste Småland
- 1943 : Det spökar – det spökar...
- 1943 : Professor Poppes prilliga prillerier
- 1943 : Lille Napoleon
- 1943 : Jag dräpte
- 1943 : Flickan är ett fynd
- 1943 : Aktören
- 1943 : Kajan går till sjöss
- 1944 : Som folk är mest
- 1944 : Släkten är bäst
- 1944 : Gröna hissen
- 1944 : Dolly tar chansen
- 1944 : Den heliga lögnen
- 1944 : Fattiga riddare
- 1944 : Prins Gustaf
- 1944 : Lilla helgonet
- 1944 : Tre musketöser
- 1945 : Sextetten Karlsson
- 1945 : Pettersson & Bendels nya affärer
- 1945 : I Roslagens famn
- 1945 : Maria på Kvarngården
- 1945 : Bröderna Östermans huskors
- 1945 : Blåjackor
- 1945 : Biljett till äventyret
- 1945 : En förtjusande fröken
- 1945 : Rattens musketörer
- 1946 : Bröder emellan
- 1946 : Kärlek och störtlopp
- 1946 : Ballongen
- 1946 : Hotell Kåkbrinken
- 1946 : Djurgårdskvällar
- 1947 : Lata Lena och blåögda Per
- 1947 : Bröllopsnatten
- 1948 : Livet på Forsbyholm
- 1948 : Hammarforsens brus
- 1949 : Hur tokigt som helst
- 1949 : Greven från gränden
- 1950 : Ung och kär
- 1950 : Frökens första barn
- 1950 : Anderssonskans Kalle
- 1950 : När Bengt och Anders bytte hustrur
- 1951 : Puck heter jag
- 1951 : Sommarlek
- 1951 : Sköna Helena
- 1952 : Snurren direkt
- 1952 : Oppåt med Gröna Hissen
- 1952 : Klasskamrater
- 1952 : Flyg-Bom
- 1952 : Flottare med färg
- 1952 : En fästman i taget
- 1952 : 69:an, sergeanten och jag
- 1953 : Folket i fält
- 1953 : Bror min och jag
- 1953 : Åsa-Nisse på semester
- 1954 : Skattefria Andersson
- 1954 : Dans på rosor
- 1954 : Två sköna juveler
- 1955 : Den underbara lögnen
- 1955 : Älskling på vågen

### Guionista
- 1944 : Fattiga riddare

## Teatro

### Actor
- 1927 : Ta trapporna, de Björn Hodell y John Botvid, Folkets hus teater[2]
- 1928 : Yon Yonson, de Algot Sandberg, dirección de Ernst Fastbom, Folkets hus teater[3]
- 1928 : Knock out, de Oscar Rydqvist, dirección de Sigurd Wallén, Folkets hus teater[4]
- 1936 : Klart söderut, de Kar de Mumma y Åke Söderblom, dirección de Björn Hodell, Södra Teatern[5][6]
- 1936 : Känsliga Svensson, de Ernst Berge, dirección de Thor Modéen, Vanadislundens friluftsteater[7]

### Director
- 1925 : Kvickt å lätt, de John Botvid, Södermalmsteatern[8]